# Orljanske
Orljanske (ukrainisch Орлянське; russisch Орлянское Orljanskoje) ist ein Dorf in der ukrainischen Oblast Saporischschja mit etwa 3000 Einwohnern (2004).
Das 1800 gegründete Dorf liegt an der Regionalstraße P–37 zwischen der Stadt Dniprorudne 12 km im Nordwesten und dem Rajonzentrum Wassyliwka 24 km im Nordosten.
Am 12. Juni 2020 wurde das Dorf ein Teil der neugegründeten Landgemeinde Mala Biloserka, bis dahin bildete es zusammen mit den Dörfern Jasna Poljana (Ясна Поляна), Topolyne (Тополине), Uljaniwka (Улянівка) und Widnoschyne (Відножине) die gleichnamige Landratsgemeinde Orljanske (Орлянська сільська рада/Orljanska silska rada) im Zentrum des Rajons Wassyliwka.